# 신촌로 (서울)
신촌로(新村路)는 서울특별시 마포구 동교동 동교삼거리에서 서대문구 충정로사거리를 잇는 도로로서, 총 연장은 3.3 km이고 왕복 6~8차선의 도로이다. 전 구간이 국도 제6호선과 겹치고, 남쪽은 마포구, 북쪽은 서대문구를 나누는 기준선이기도 하다.

## 역사
- 1972년 11월 26일 : 서울시청에서 서대문구 창전동 신촌로터리 (2호선 신촌역)(길이 3.7 km)구간을 신촌로로 명명[1]
- 1984년 11월 7일 : 서울시청에서 충정로삼거리 구간을 서소문로로 분리. 신촌로의 구간이 동교삼거리에서 충정로삼거리로 변경. 이 구간의 총 길이는 3.3km이었다.
- 1988년 9월 8일 : 신촌로의 시작점이 동교삼거리에서 봉원교로 변경됨. 총 길이는 3.8 km.
- 1999년 8월 14일 : 서강대교가 완전 개통함에 따라 신촌로의 시작점이 봉원교에서 서강대교 남단사거리로 연장
- 2009년 12월 26일 : 양화-신촌로 중앙버스전용차로 개통(합정역~이대역)
- 2010년 : 서강대교 남단~서강대교 북단 구간을 국회대로에 편입하고, 서강대교 북단~신촌로터리 구간을 서강로에 편입하였으며, 동교삼거리~신촌로터리 구간을 양화로에서 편입함.

## 경유지
서울특별시
- 서대문구 - 마포구/서대문구

## 노선
동교동삼거리 - 창천삼거리 - 현대백화점 신촌점 - 신촌로터리(2호선 신촌역) - 신촌기차역입구 삼거리 - 이대역 - 아현역 - 아현삼거리 - 충정로 사거리

## 연결 도로
신촌로의 시점인 동교삼거리에서는 양화로 및 연희로와 연결되며, 종점인 충정로사거리에는 충정로, 서소문로가 만난다. 덧붙여서 신촌로터리에서는 백범로, 서강로와 연세로가 접한다.

## 같이 보기
- 6번 국도
- 양화로
- 충정로